# Wereldkampioenschap voetbal 2018 (Groep G) Engeland - België
Dit artikel gaat over de wedstrijd in de groepsfase in groep G tussen Engeland en België die gespeeld werd op donderdag 28 juni 2018 tijdens het wereldkampioenschap voetbal 2018. Het duel was de 48e wedstrijd van het toernooi.

## Voorafgaand aan de wedstrijd
- Engeland stond bij aanvang van het toernooi op de 12e plaats van de FIFA-wereldranglijst.[1]
- België stond bij aanvang van het toernooi op de derde plaats van de FIFA-wereldranglijst.[2]
- De confrontatie tussen de nationale elftallen van Engeland en België vond 31 maal eerder plaats.[3]
- Het duel vindt plaats in het Arena Baltika in Kaliningrad. Dit stadion werd in 2017 geopend en heeft tijdens het wereldkampioenschap een capaciteit van 35.212.

## Wedstrijdgegevens[4]
| Datum                | 28 juni 2018                                                                                | 28 juni 2018                                                                                |
| Wedstrijdnummer      | 48                                                                                          | 48                                                                                          |
| Stadion              | Arena Baltika, Kaliningrad                                                                  | Arena Baltika, Kaliningrad                                                                  |
| Toeschouwers         | 33.973                                                                                      | 33.973                                                                                      |
| Scheidsrechter       | Damir Skomina                                                                               | Damir Skomina                                                                               |
| Assistenten          | Jure Praprotnik Robert Vukan                                                                | Jure Praprotnik Robert Vukan                                                                |
| Vierde official      | Mohammed Abdulla Mohamed                                                                    | Mohammed Abdulla Mohamed                                                                    |
| Videoscheidsrechters | Artur Soares Dias Roberto Diaz (assistent) Paweł Gil (assistent) Mauro Vigliano (assistent) | Artur Soares Dias Roberto Diaz (assistent) Paweł Gil (assistent) Mauro Vigliano (assistent) |
| Man van de wedstrijd | Adnan Januzaj                                                                               | Adnan Januzaj                                                                               |
|                      | Engeland                                                                                    | België                                                                                      |
| Doelpunten           | 0                                                                                           | 1                                                                                           |
| Gele kaarten         | 0                                                                                           | 2                                                                                           |
| Rode kaarten         | 0                                                                                           | 0                                                                                           |
| Wissels              | 2                                                                                           | 2                                                                                           |
| Schoten op doel      | 6                                                                                           | 11                                                                                          |
| Schoten naast doel   | 7                                                                                           | 4                                                                                           |
| Overtredingen        | 11                                                                                          | 14                                                                                          |
| Hoekschoppen         | 7                                                                                           | 2                                                                                           |
| Buitenspel           | 3                                                                                           | 1                                                                                           |
| Vrije trappen        | 15                                                                                          | 14                                                                                          |
| Balbezit (%)         | 48                                                                                          | 52                                                                                          |

| Engeland | 0 – 1        | België |
| | goals        | 50' Adnan Januzaj |
| Gareth Southgate | bondscoach   | Roberto Martínez |
| Jordan Pickford Danny Rose John Stones 46' Gary Cahill Phil Jones Fabian Delph Trent Alexander-Arnold 79' Eric Dier Ruben Loftus-Cheek Jamie Vardy Marcus Rashford | opstellingen | Thibaut Courtois 74' Thomas Vermaelen Dedryck Boyata Leander Dendoncker Marouane Fellaini Thorgan Hazard Youri Tielemans Mousa Dembélé 86' Adnan Januzaj Michy Batshuayi Nacer Chadli |
| Harry Maguire 46' Danny Welbeck 79' | wissels      | 74' Vincent Kompany 86' Dries Mertens |
| | gele kaarten | 19' Youri Tielemans 33' Leander Dendoncker |
| | rode kaarten | |